# Shōhei Sekimoto
Shōhei Sekimoto (jap. 関本昌平 Sekimoto Shōhei; ur. 10 kwietnia 1985 w Osace) – japoński pianista, laureat IV nagrody na XV Międzynarodowym Konkursie Pianistycznym im. Fryderyka Chopina (2005).

## Życiorys
Na fortepianie zaczął grać w wieku pięciu lat. W latach 2001–2004 studiował w Tōhō Gakuen School of Music przy Uniwersytecie Tokijskim, a następnie w École Normale de Musique w Paryżu. W młodym wieku zdobył kilka nagród w lokalnych i studenckich konkursach pianistycznych w kraju. Brał też udział w kilku konkursach międzynarodowych:
- Azjatycki Międzynarodowy Konkurs im. Fryderyka Chopina (2000) – I nagroda
- Międzynarodowy Konkurs Pianistyczny w Hamamatsu (2003) – IV nagroda
- XIV Międzynarodowy Konkurs Pianistyczny "Città di Cantù" (2004) – II nagroda
- Azjatycki Międzynarodowy Konkurs im. Fryderyka Chopina (2005) – I nagroda
- XV Międzynarodowy Konkurs Pianistyczny im. Fryderyka Chopina (2005) – IV nagroda (ex aequo ze swym rodakiem Takashim Yamamoto)

Koncertował m.in. z Kansai Philharmonic Orchestra, Nihon Philharmonic Orchestra, Yomiuri Philharmonic Orchestra, a z recitalami występował m.in. w rodzinnej Osace, Tokio, Nowym Jorku i Paryżu.